# Photorhabdus luminescens
Espèce
Synonymes
Xenorhabdus luminescens
Photorhabdus luminescens (ancien nom Xenorhabdus luminescens) est une gammaprotéobactérie appartenant à la famille des Enterobacteriaceae. C'est une bactérie pathogène symbiotique des insectes.

## Description et effet
Elle vit dans le tube digestif d'un nématode entomopathogène de la famille des Heterorhabditidae. Quand le nématode infecte un insecte, Photorhabdus luminescens est relâché dans le sang, ce qui provoque une réaction immunitaire de l'insecte parasité. Cela tue rapidement une bonne partie de la faune bactérienne de l'insecte hôte, puis celui-ci est achevé par la production de toxines telle que la TcA.
Elle sécrète aussi des enzymes qui décomposent le corps de l'insecte infecté et le convertissent en nutriments qui peuvent être utilisés tant par le nématode que par la bactérie.
De cette manière, les deux organismes disposent de suffisamment de nutriments pour se répliquer (ou se reproduire dans le cas du nématode) plusieurs fois. La bactérie infecte aussi la progéniture du nématode au fur et à mesure de son développement. Photorhabdus luminescens sécrète aussi des molécules antibiotiques qui lui procurent un avantage compétitif face aux autres bactéries.

### Angel's glow (lueur de l'ange)
Photorhabdus luminescens est une bactérie bioluminescente, sans que l'on sache expliquer l'intérêt de cette propriété. Il est possible que ce soit l'infection par cette bactérie des blessures de soldats au cours de la bataille de Shiloh en 1862 qui les rendit luisantes et contribua à la survie de ces soldats du fait de la production d'antibiotiques,.

## Liste des sous-espèces
Selon NCBI (18 août 2011) :
- sous-espèce Photorhabdus luminescens subsp. akhurstii
- sous-espèce Photorhabdus luminescens subsp. caribbeanensis
- sous-espèce Photorhabdus luminescens subsp. hainanensis
- sous-espèce Photorhabdus luminescens subsp. kayaii
- sous-espèce Photorhabdus luminescens subsp. laumondii
  - Photorhabdus luminescens subsp. laumondii TTO1
- sous-espèce Photorhabdus luminescens subsp. luminescens